# Битка код села Чаморлу
Битка код села Чаморлу (под планином Витошом, недалеко од Софије, данашња Бугарска) одиграла се 5. јула 1413. године између војски двојице претендената на османски престо, Мусе и Мехмеда Челебије, синова султана Бајазита I. Мехмеда су у бици помогли и хришћански одреди деспота Стефана Лазаревића, војводе Сандаља Хранића и угарски ратници које је предводио мачвански бан Јован Моровићки. Пресудну улогу у бици одиграли су српски одреди којима је заповедао деспотов сестрић Ђурађ Бранковић. Муса је у борби поражен, а недуго затим погубљен. Мехмед је тиме окончао унутрашње борбе око престола у Османском царству које су почеле након Ангорске битке 1402. године и учврстио се на трону.